# Biserica „Adormirea Maicii Domnului” din Telenești
Biserica „Adormirea Maicii Domnului” este un edificiu religios creștin-ortodox amplasat în orașul Telenești din raionul omonim. A fost construită în anul 1903, apoi demolată în anul 1914 din cauza alunecărilor de teren a cimitirului și a amplasării nefavorabile sa hotărît schimbarea locației, ulterior începerea reconstruirii cu aprobarea schiței a Arhiepiscopului Mitropoliei Basarabiei Gurie Grosu la data de 01.11.1924 și construirea locașului, ulterior reconstruirea a avut loc și pe parcurs de către părintele Blagocin Ioan Zagorneanu în anul 1989. Este un monument de arhitectură de importanță națională, inclus în Registrul monumentelor ocrotite de stat din Republica Moldova.
În primii ani de activitate la biserică slujeau un preot și un cântăreț: parohul Alexandru Sinchevici, cu studii teologice, și respectiv cântărețul Iacob Chiriță, care absolvise o școală de cântăreți și avea sub conducere activitatea corului bisericesc. Pe lângă parohie activa și o școală parohială, în care învățau circa 40 de elevi. Fețele bisericești aveau dreptul să arendeze un lot de pământ arabil, cu o suprafață de 33 de desetine (aproximativ 36 ha), contra 10 ruble pentru desetină.
Odată cu instaurarea regimului comunist, biserica a fost demolată, în locul ei fiind construită un ocol pentru porci, iar mai târziu un edificiu pentru școală. În anul 1924 ziua întâia a lunii noiembrie, Înalt Preasfințitul Părinte Gurie Grosu, Primul Mitropolit al Basarabiei, binecuvânteaza începutul lucrarilor de construcție a bisericii din Telenești ulterior în anul 1989 biserica a fost restabilită; lucrările de construcție au fost supravegheate de Părintele Blagocin Ioan Zagorneanu.
Odată cu instaurarea regimului comunist, biserica a fost demolată, în locul ei fiind construită un ocol pentru porci, iar mai târziu un edificiu pentru școală. În anul 1989 biserica a fost restabilită; lucrările de construcție au fost supravegheate de părintele Blagocin Ioan Zagorneanu.
Pe teritoriul parohiei există două cimitire vechi. În unul din cimitire a funcționat o biserică demolată în anul 1914.